# Hartenfels
Hartenfels – gmina (Ortsgemeinde) w Niemczech, w kraju związkowym Nadrenia-Palatynat, w powiecie Westerwald, wchodzi w skład gminy związkowej Selters (Westerwald).
W Hartenfels znajduje się zamek, wzmiankowany po raz pierwszy w 1249. Od 1593 pozostaje ruiną z resztkami murów i charakterystyczną wieżą. Pierwotnie służył do ochrony szlaku handlowego na drodze z Frankfurtu do Kolonii. Należał do grafa von Wied i Mechthildy von Sayn.
17 stycznia odbywają się uroczystości ku czci patrona miejscowości – św. Antoniego. Poza tym w miejscowości działa towarzystwo muzyczne, ochotnicza straż pożarna, chór kościelny oraz koło tenisowe. W 2006 postawiono dwanaście wiatraków zaopatrujących w prąd okoliczne gospodarstwa.

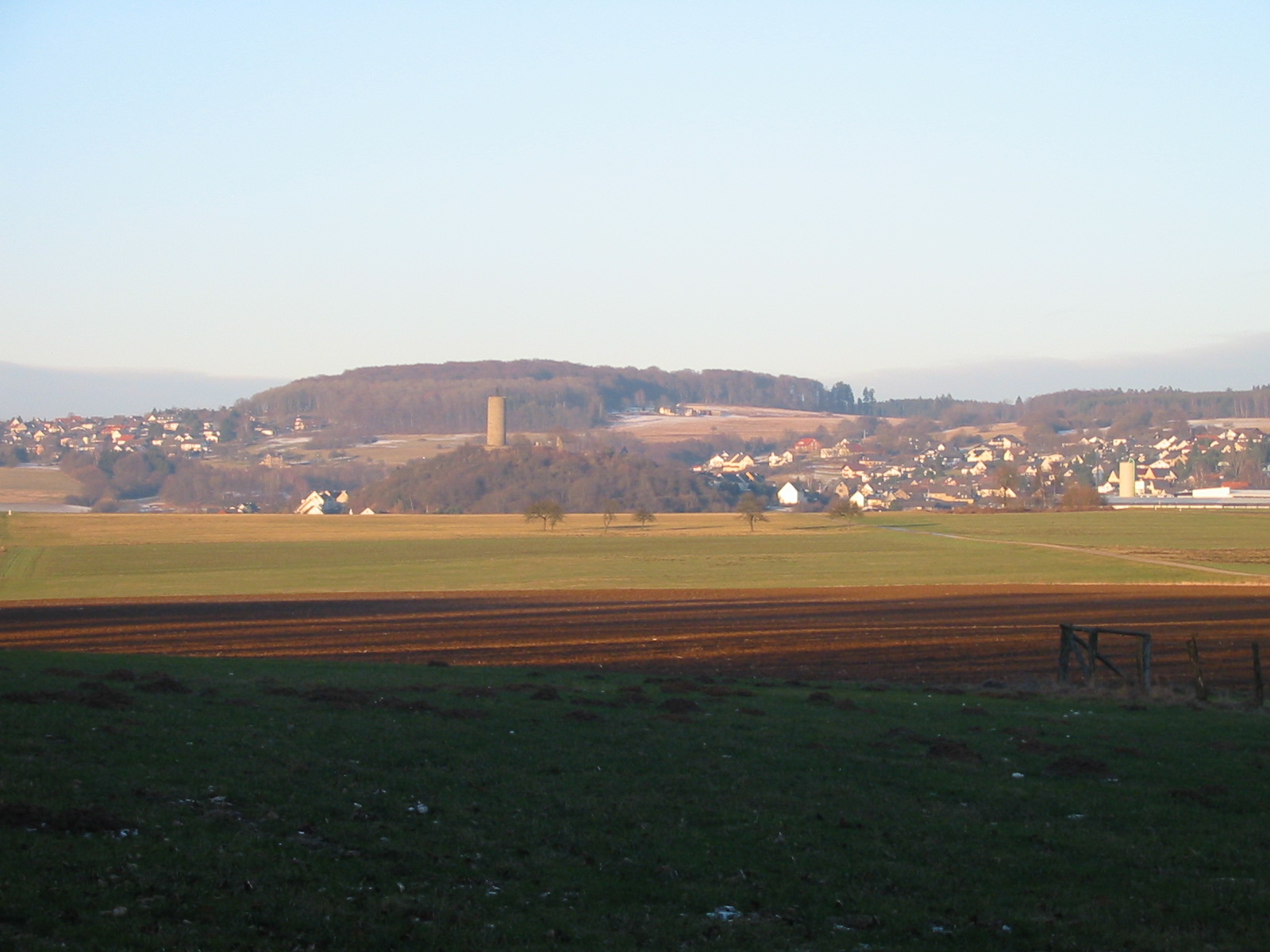
Zamek Hartenfels